# Andrea del Verrocchio
Andrea di Michele di Francesco di Cione, conhecido como Andrea del Verrocchio, (Florença, 1435 — Veneza, 10 de Outubro de 1488) foi um artista florentino italiano que esteve ativo durante a Renascença.
Era escultor, ourives e pintor, e trabalhou na corte de Lorenzo de Médici. É considerado um dos pintores mais influentes de seu período. Entre seus alunos incluem-se Leonardo da Vinci, Sandro Botticelli, Perugino e Ghirlandaio. Também influenciou Michelangelo e foi um escultor de primeira grandeza.
Verrocchio nasceu em Florença em 1435. Andrea começou a trabalhar como ourives na oficina de Giulio Verrocchi, de quem tomou o sobrenome. Não se sabe se foi aprendiz de Donatello. Suas primeiras pinturas são de 1460, quando trabalhava com Filippo Lippi.
Em 1474 e 1475, pintou O Batismo de Cristo, agora na Galleria degli Uffizi, em Florença. Nesse trabalho, foi ajudado por Leonardo Da Vinci ainda jovem, que terminou a paisagem e o anjo na extrema esquerda. Segundo Giorgio Vasari, Andrea decidiu então nunca mais pintar, pois Leonardo tinha o ultrapassado em técnica e genialidade. Em 1475, Verrocchio começou a se dedicar quase inteiramente à escultura.

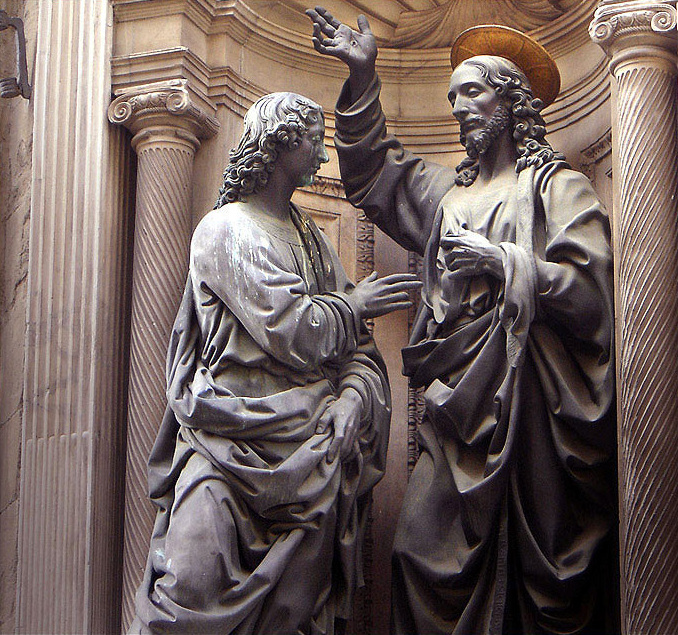
Cristo e São Tomé

Em 1478, Verrocchio começou seu trabalho mais importante, uma estátua equestre de Bartolomeo Colleoni, que tinha morrido três anos antes. O trabalho foi encomendado pela República de Veneza. Era a primeira tentativa de produzir uma estátua com uma das pernas do cavalo não tocando o chão. A estátua é também notável pela expressão firme de comando no rosto de Colleoni. Verrocchio enviou para seus clientes um modelo de cera em 1480 em 1488, ele finalmente mudou-se para Veneza para ajudar na fundição da estátua. Contudo, ele morreu antes de terminar o trabalho.
dirigiu em Florença um atelie com muitos alunos de pintura. É provável que tenha estudado pintura com Alesso Baldovinetti e escultura com Antonio Rossellino.
Em 1467 dava inicio a sua obra mais importante em Florença, "Cristo e São Tomé" na fachada de Or San Michelle, concluída em 1483.
Sua primeira obra de grande porte foi o suntuoso sepulcro de Pedro de Médici e João de Médici na igreja de San Lorenzo, em Florença, que foi concluído em 1472, notável pelo uso de mármore e pórfiro coloridos em associação com ornatos de bronze.
Sua morte deixou inacabado o túmulo do cardeal Foteguerri (1476–1488) na catedral de Pistoia, que foi terminado por escultores barrocos do século XVII.